# Oxyphanes thiobapta
Oxyphanes thiobapta är en fjärilsart som beskrevs av Turner 1936. Oxyphanes thiobapta ingår i släktet Oxyphanes och familjen mätare. Inga underarter finns listade i Catalogue of Life.